# Trochosa glarea
Trochosa glarea là một loài nhện trong họ Lycosidae.
Loài này thuộc chi Trochosa. Trochosa glarea được Fernando McKay miêu tả năm 1979.